# Yeshe Losal
Lama Yeshe Losal Rinpoché (tibétain : ཡེ་ཤེས་བློ་གསལ་w=ye shes blo gsal), né le 9 août 1943 est un lama de l' école Karma-kagyu du bouddhisme tibétain et abbé du monastère et centre tibétain Kagyu Samye Ling, en Écosse , le premier et le plus grand du genre en Occident.

## Premières années
Né en 1943 dans une famille d'agriculteurs du Kham, au Tibet oriental , il reçut le nom de Jamphel Drakpa, ou Jamdrak en abrégé. Il a passé sa petite enfance proche de la nature à aider avec les moutons et les yacks de la famille et à jouer avec les autres enfants du village ; les enfants ne recevaient aucune éducation en tant que telle. Cela a changé lorsqu'à 12 ans, il a été choisi pour accompagner son frère aîné Akong Rinpoché - qui avait été reconnu comme tulkou par le 16e karmapa - au monastère de Dolma Lhakang où il devait recevoir une éducation. Bien qu'Akong n'ait que trois ans de plus que Jamdrak, il était de tradition que lorsqu'un tulkou est l'abbé d'un monastère, l'un de ses frères aille l'assister. On prétend que de nombreux signes de bon augure avaient été vus à la naissance de Jamdrak et qu'il avait également été reconnu comme tulkou, mais non officiellement confirmé en raison des turbulences politiques de l'époque. À Dolma Lhakang Jamdrak était un érudit réticent mais diligent sous une succession de lamas, mais ses études ont été interrompues par l'invasion chinoise du Tibet en 1959.

## Fuite en Inde
Jamdrak partit avec son frère dans un groupe de 300 pour fuir le Tibet. Alors que les Chinois occupaient Lhassa, le groupe a été contraint d'emprunter une route alternative qui impliquait un voyage périlleux à travers les montagnes de l'Himalaya. Le voyage ardu impliquait des altitudes élevées, des rivières déchaînées, échappant à la capture et proche de la famine. Sur les trois cents qui partirent, seuls treize, dont Jamdrak et son frère Akong Rinpoché, arrivèrent sains et saufs en Inde. Les autres ont été tués, capturés ou sont morts de faim.
Même en Inde, les réfugiés n'étaient pas en sécurité. Un autre des frères aînés de Jamdrak est mort de la tuberculose et il a lui-même souffert de la variole et de la tuberculose. Il a survécu mais seulement après une intervention chirurgicale majeure impliquant l'ablation d'un de ses poumons.
Il a poursuivi ses études à l'école des jeunes lamas de Dalhousie , où il a été formé pour un poste bien rémunéré en tant qu'administrateur d'une importante colonie tibétaine en Inde.
Il a en effet brièvement occupé ce poste avant de partir en 1967 pour servir comme secrétaire privé du 16e karmapa au monastère de Rumtek au Sikkim . Bien qu'il soit encore laïc, il avait une position privilégiée en recevant des enseignements de grands lamas.

## Jeunesse rebelle
Il s'est décrit plus tard pendant son séjour en Inde comme "égoïste et plein de fierté", et plus tard "hargneux et misérable". Il a développé un amour pour les voitures - n'en ayant jamais vu avant l'âge de 15 ans - et a survécu à une série d'accidents.
En rencontrant de jeunes volontaires du Corps de la paix américain , Jamdrak s'est intéressé à l'Occident. Avec l'aide de Chögyam Trungpa et d' Akong Rinpoché, il obtient un visa et un billet d'avion pour se rendre à Samye Ling en Écosse en 1969.
Son arrivée dans la Grande-Bretagne des années 1960 a coïncidé avec l'apogée du mouvement hippie. Jamdrak s'est mélangé aux jeunes gens riches et célèbres qui affluaient à Samye Ling, et il a partagé leur style de vie hédoniste avec enthousiasme. Son frère, occupé à diriger le monastère, a toléré ses excès en espérant qu'il finirait par s'en sortir.
Le tournant pour Jamdrak a été un voyage de pêche aux Orcades avec un ami. Avec son éducation bouddhiste, il n'était pas à l'aise avec l'idée de pêcher mais il l'a acceptée pour faire plaisir à son ami et a rapidement attrapé de nombreux poissons, que son ami a tués en assommant les poissons d'un coup à la tête. Son ami prit fièrement une photo de tous les poissons morts et la montra à Akong Rinpoché à leur retour. Akong Rinpoché était profondément attristé en voyant cette photo - tuer est contraire à tous les principes du bouddhisme - et a déploré qu'il ait promis à leurs parents qu'il s'occuperait de son jeune frère et qu'il avait le sentiment qu'il avait échoué.
Cela ramena le cœur du jeune rebelle au Bouddha Dharma. Il apprit que le karmapa se rendait aux États-Unis à l'invitation de Chögyam Trungpa et demanda qu'il soit autorisé à se joindre à lui pour une tournée aux États-Unis et au Canada. Lors de la tournée, un bienfaiteur chinois a fait don d'un grand terrain pour un centre bouddhiste à New York. Jamdrak a été nommé secrétaire et trésorier. Avec de nombreux lamas en visite, Jamdrak a eu l'occasion d'établir les pratiques préliminaires des quatre fondations. Souhaitant approfondir sa pratique, il devint moine en 1980, et fut ordonné par le 16e karmapa, et nommé Yeshe Losal.

## Longue retraite
Yeshe Losal a pratiqué dur et s'est retiré dans une petite maison tranquille. Bientôt, la tranquillité a été brisée par les travaux de construction d'un sanctuaire à proximité et cela est devenu de plus en plus inconfortable car l'électricité, l'eau et l'assainissement ont été déconnectés. Se souvenant des épreuves de Milarépa , Yeshe Losal poursuivit sa pratique. De plus, les castors ont construit un nid sous sa maison de retraite tandis que les ratons laveurs et les mouffettes se disputant le territoire laissaient des rappels puants de leur présence. Après cinq ans de retraite et endurant de nombreuses épreuves, il émergea et fut reconnu comme un lama. On a dit que son corps était presque squelettique, mais son esprit limpide.
Akong Rinpoché a demandé que Lama Yeshe déménage à Purelands, un centre de retraite construit à cet effet à Samye Ling, et avec le temps, il est devenu le maître de retraite en 1988. À la demande d'Akong Rinpoche, en 1995, Lama Yeshe a été confirmé comme abbé de Samye Ling par le Tai Sitoupa.

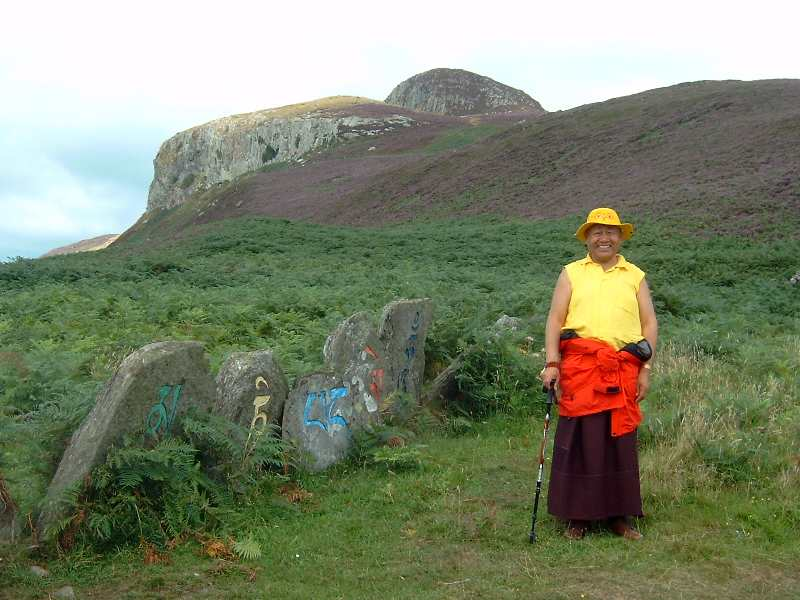
Lama Yeshe Losal Rinpoche sur Holy Island avec des pierres décorées du mantra Om Mani Peme Hung

## L'île sacrée
En 1990, Kay Morris  est venu à Samye Ling avec une demande étrange. Elle était propriétaire de Holy Isle, une petite île près de l'île d'Arran dans le Firth of Clyde. Elle souhaitait vendre l'île et avait eu une vision de Marie, la mère de Jésus qui lui avait demandé d'approcher les bouddhistes à Samye Ling. Lama Yeshe a visité l'île en décembre et a ressenti une affinité immédiate pour le paysage accidenté, rappelant sa patrie. En regardant les lumières de la baie de Lamlash, il s'est souvenu d'une vision qu'il avait eue en pratiquant le yoga du rêve en retraite. Il avait fait l'expérience de voler au-dessus d'une belle île entourée de lumières. En avril 1992, l'île sacrée a été achetée par le Rokpa Trust. Depuis lors, Lama Yeshe a joué un rôle déterminant dans la création du Centre pour la paix et la santé dans le monde, un lieu résidentiel conçu de manière écologique pour les cours, les conférences et les retraites sur l'île sacrée, et un monastère à l'extrémité sud de l'île pour les nonnes en retraite de trois ans.
L'île est un sanctuaire pour la vie sauvage, et Lama Yeshe s'emploie activement à promouvoir le bien-fondé de la baie de Lamlash , une réserve faunique pour la vie marine, peut-être un écho de son propre voyage de pêche qui a changé sa vie.